# Нотвейн (футбольний клуб)
ФК «Нотвейн» (англ. Notwane Football Club) — ботсванський футбольний клуб, який представляє місто Габороне. Його назва походить від річки Нотвейн.

## Історія
Футбольний клуб «Нотвейн» був заснований в 1964 році в столиці Габороне, клуб став першим чемпіоном Прем'єр-ліги і на даний час здобув 3 чемпіонських титули і 6 національних кубків. Нотвейн також брав участь в інших національних турнірах, організованих Ботсванською футбольною асоціацією, таких як Кубок виклику Ботсвани, в якому клуб переміг 4 рази (1978, 1995, 1997 і 2006 роках).
Також Нотвейн 7 разів виступав у континентальних турнірах під егідою КАФ. Найкращим досягненням клубу на міжнародній арені на сьогодні є вихід до другого раунду Кубку володарів Кубків КАФ у сезоні 1996 року.

## Досягнення
- Прем'єр-ліга
  -  Чемпіон (3): 1978, 1996, 1998[1]
  -  Срібний призер (1): 2003
  -  Бронзовий призер (2): 1997, 2004

- Кубок Виклику Ботсвани:
  -  Володар (4): 1978, 1995, 1997, 2006[3]

- Кубок Незалежності Ботсвани:
  -  Володар (2): 2003, 2004[4]

- Оранж Кабельмо Чериті Кап
  -  Володар (1): 2007[5]
  -  Фіналіст (1): 2002

## Статистика виступів на континентальних турнірах
| Сезон | Турнір                     | Раунд      | Клуб                 | Вдома | На виїзді | Загальний  |
| ----- | -------------------------- | ---------- | -------------------- | ----- | --------- | ---------- |
| 1979  | Кубок володарів кубків КАФ | 1          | Брати Масеру         | 5-4   | 1-2       | 6-6 (в.г.) |
| 1996  | Кубок володарів кубків КАФ | Попередній | Мхамблан'янці Роверз | 2-0   | 2-0       | 4-0        |
| 1996  | Кубок володарів кубків КАФ | 1          | Пекельний загін      | 1-1   | 1-0       | 2-1        |
| 1996  | Кубок володарів кубків КАФ | 2          | Преторія Сіті        | 0-3   | 1-2       | 1-5        |
| 1997  | Ліга чемпіонів КАФ         | Попередній | Блу Вотерс           | т.п.1 | т.п.1     | т.п.1      |
| 1997  | Ліга чемпіонів КАФ         | 1          | Примейру де Агошту   | 1-2   | 1-1       | 2-3        |
| 1998  | Кубок володарів кубків КАФ | Попередній | Банту                | 4-1   | 4-0       | 8-1        |
| 1998  | Кубок володарів кубків КАФ | 1          | Примейру де Агошту   | 3-1   | 0-4       | 3-5        |
| 1999  | Ліга чемпіонів КАФ         | Попередній | Сили оборони Лесото  | 1-1   | 1-3       | 2-4        |
| 2000  | Ліга чемпіонів КАФ         | Попередній | Блек Африка          | 1-1   | 2-4       | 3-5        |
| 2007  | Кубок конфедерації КАФ     | Попереній  | ФК «Сили оборони»    | 1-1   | 0-1       | 1-2        |

1- Блу Вотерс покинув турнір